# Куру (Французская Гвиана)
Куру́ (фр. Kourou) — город во Французской Гвиане, заморском департаменте Франции. Находится в 60 км северо-западнее столицы страны — города Кайенны, на берегу Атлантического океана в устье реки Куру. До 2015 года образовывал кантон Куру.
Недалеко от Куру находится Гвианский космический центр. В 1975 году, после образования Европейского космического агентства (ESA), французское правительство предложило ESA использовать космодром Куру для европейских космических программ.
Здесь же расположен и Чёртов остров, бывшая каторга, ставшая известной благодаря роману «Мотылёк» Анри Шарьера, отбывавшего здесь наказание. Кроме того, здесь же в конце XIX века был заключён и Альфред Дрейфус.
В Куру нет общественного транспорта, передвижение в другие города осуществляется только на такси или частными самолётами.

## Туризм
- Гвианский космический центр и музей космоса открыты для посещения круглогодично.

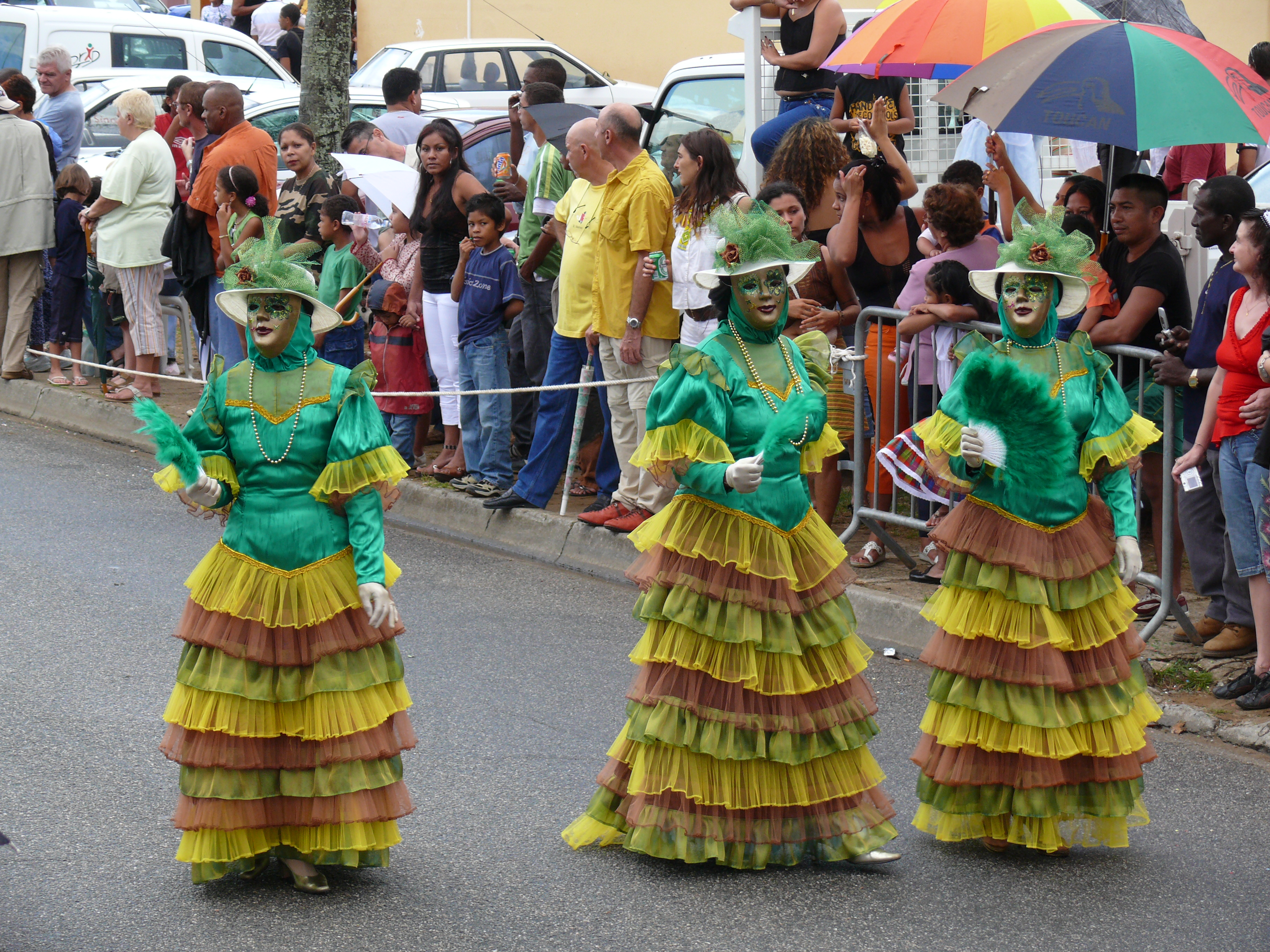
Карнавал в Куру

- Острова Салю можно посетить на частных лодках.
- Река Куру используется для путешествий на каноэ.